# Palazzo Vescovile (Cefalù)
Il palazzo Vescovile di Cefalù è la residenza del vescovo di Cefalù.

## Descrizione
L'attuale impianto del Palazzo vescovile si deve al vescovo Francesco Gonzaga alla fine del Cinquecento e l'edificio fu completato dal vescovo Francesco Vanni, alla fine del Settecento, dandogli forma di palazzo signorile secondo il gusto e lo stile del tempo. Il suo stemma con la data 1793 campeggia sopra il portale d'ingresso. Sul cortile prospettano le tre facciate interne del palazzo, ritmate dai balconi con cornici in tufo, con coronamento alternativamente a timpano e arcuato. Il lato in cui si apre il portale d'ingresso è dato da un corpo basso con copertura a terrazza, che permette la comunicazione con il contiguo seminario. Recentemente l'aggiunta di un piano ha appesantito il complesso.